# Княжество Плес
Княжеството Плес (на немски: Fürstentum Pleß; на полски: Księstwo Pszczyńskie) е историческа територия в Силезия близо до планина Бескиди и река Плесе (Pszczynka) от 1765 до 1847 г. със столица Пшчина (в Полша).

## История
Господството Плес е до 1765 г. собственост на наследника на княжеския епископ.
През 1765 г. Фридрих Ердман (1731 – 1797) от княжеството Анхалт-Кьотен получава от бездетния си чичо граф Йохан Ердман фон Промниц подарък племенното господство Плес в Горна Силезия с още три града и 49 села и основава Секундогенитура Княжество Анхалт-Кьотен-Плес.
През 1847 г. херцог Хайнрих фон Анхалт-Кьотен оставя господството Плес на своя племенник, граф Ханс Хайнрих VI фон Хохберг.
През 1919 г. княжеството Плес според Версайския мирен договор попада към Полша, но собствеността и дворецът остават до 1945 г. собственост на фамилията Хохберг-Фюрстенщайн.
Седалище на князете е бил Пшечинският дворец.

## Галерия
- Пшечинският дворец
- Пшечинският дворец
- Герб на дворцовата фасада
- Помещение в двореца
- Коридорът в двореца
- Интериорът в двореца
- Пшечинският дворец с дворцовата градина
- Дворцовият парк